# Abbaye Notre-Dame du Bec
Vous lisez un « bon article » labellisé en 2009.
Pour les articles homonymes, voir Abbaye Notre-Dame.
L’abbaye Notre-Dame du Bec est une abbaye catholique bénédictine faisant aujourd'hui partie de la congrégation de Sainte-Marie du Mont-Olivet et située au Bec-Hellouin, près de Brionne, dans le département de l’Eure, en Normandie. Elle a été fondée en 1034 par Herluin, ou Helloin, d'où son nom, chevalier du comte Gilbert de Brionne.
Avec l’arrivée des Italiens Lanfranc de Pavie, prieur et maître (écolâtre) de l’école monastique, puis Anselme de Cantorbéry, originaire d'Aoste, le Bec devient l’un des principaux foyers de la vie intellectuelle du XIe siècle : le futur pape Alexandre II y étudie vers 1050 ainsi que nombre de futurs légats et évêques.
Depuis près de mille ans, l’abbaye du Bec est liée par l'histoire au diocèse de Canterbury, en Angleterre, à laquelle elle a donné trois archevêques.
Laissée en ruines par la Révolution, la tour Saint-Nicolas est classée à partir de 1840 au titre des monuments historiques et l'abbaye est aujourd'hui gérée par le Centre des monuments nationaux. Elle a retrouvé vie grâce aux moines bénédictins de l'ordre du Mont-Olivet qui, en 1948, y ont relevé la vie monastique sous l'égide de dom Paul-Emmanuel Clénet, élu 49e abbé en 1996.
L'abbaye actuelle se compose de la salle capitulaire et du cloître du XVIIe siècle et de majestueux bâtiments conventuels du XVIIIe siècle. De la grande église abbatiale du XIVe siècle, il ne reste que les fondations. L'église actuelle occupe l’ancien réfectoire. L’ensemble est dominé par la puissante tour Saint-Nicolas du XVe siècle. Des travaux de restauration sont en cours depuis 2015, avec l'appui des bénévoles de l'association Chantiers Histoire et Architecture Médiévales.

## Histoire de l'abbaye

### Fondation
| 995       | Naissance d'Herluin, fondateur du Bec.                              |
| 1034      | Fondation du premier monastère à Bonneville.                        |
| 1042      | Arrivée de Lanfranc de Pavie.                                       |
| 1059      | Arrivée d'Anselme d'Aoste.                                          |
| 1063      | Lanfranc est nommé abbé de St Étienne de Caen.                      |
| 1070      | Lanfranc devient archevêque de Canterbury.                          |
| 1078      | Mort d'Herluin. Anselme élu 2e abbé du Bec.                         |
| 1089      | Mort de Lanfranc.                                                   |
| 1093      | Anselme nommé archevêque de Canterbury.                             |
| 1109      | Mort d'Anselme.                                                     |
| 1350      | Début de la guerre de Cent Ans.                                     |
| 1418      | Pillage par les Anglais.                                            |
| 1450 1515 | Reconstruction après la guerre de Cent Ans.                         |
| 1520      | Début du régime commendataire.                                      |
| 1626      | Réforme des Mauristes au Bec.                                       |
| 1644 1666 | Construction du cloître.                                            |
| 1735      | Construction du logis abbatial.                                     |
| 1742 1750 | Reconstruction des bâtiments conventuels.                           |
| 1792      | Expulsion du dernier moine et arrêt de la vie monastique.           |
| 1802      | L'armée transforme l'abbaye en dépôt de remonte.                    |
| 1809      | L'ancienne abbatiale est vendue comme carrière à pierres.           |
| 1940 1945 | 2e Guerre mondiale : différents corps d'armée occupent les lieux.   |
| 1945      | L'abbaye est abandonnée.                                            |
| 1947      | Création d'une association de sauvegarde des bâtiments subsistants. |
| 1948      | Restauration de la vie monastique.                                  |
| 1959      | Transfert des reliques d'Herluin dans la nouvelle église abbatiale. |
| 1969      | Dédicace de la nouvelle église abbatiale.                           |

Contrairement à ce qui se faisait le plus souvent au XIe siècle, l'origine de la fondation de l'abbaye du Bec n'est pas une dotation de riches seigneurs normands, mais celle d'Herluin, simple chevalier sans éducation, tardivement touché par la dévotion. Propriétaire de terres à Bonneville, sur le plateau ouest de la vallée du Bec, Herluin s'y retire et y bâtit un ermitage, en 1034, avec l'accord du comte Gilbert de Brionne, le seigneur local et son ancien maître. Cette première donation se limite au patrimoine de son fondateur et la charte mentionne : « Que tous ceux qui font profession de la religion chrétienne sachent que moi, Hellouin, fils d'Ansgot, en présence et de l'agrément et de l'aveu de mes frères, Eudes et Roger, avec l'approbation de Gilbert, comte, d'Albert et de Ranulphe, du consentement de Robert, comte, et de Robert, archevêque, j'ai donné à Notre-Dame le tiers de Bonneville, y compris les dépendances, Quevilly et Surcy, avec ce qui dépend de ces deux domaines, la terre de Cernay avec ses attenances, biens qu'Ansgot, mon père, a possédés pendant sa vie ; j'y ajoute la dot de ma mère qui, par la volonté expresse de mon père, m'a été donnée en entier : en présence des témoins Fulbert, prêtre, Vital Rainald et autres. ».
Le 24 mars 1035, l'évêque de Lisieux le nomme abbé à la tête du monastère soumis à la règle de saint Benoît et consacre la chapelle dédiée à Notre-Dame.
Pendant cinq ans, Herluin et ses compagnons cultivent et défrichent les terres autour du monastère. Puis, vers 1039, ils descendent dans la vallée en raison du manque d'eau sur le plateau et s'installent à Pont-Authou, à la confluence du Bec et de la Risle. Une seconde église est consacrée, le 23 février 1041, par l'archevêque de Rouen Mauger. Cent trente-six moines font alors profession sous l'abbatiat d'Herluin.
Les possessions s'étendent, grâce à Guy de Bourgogne, seigneur de Brionne après l'assassinat du comte Gilbert, d'une partie de la forêt de Brionne, le Parc-du-Bec, et de l'abbaye de Saint-Évroult, apportée par Guillaume Giroie, où Herluin restaure la vie religieuse.

### L'école du Bec

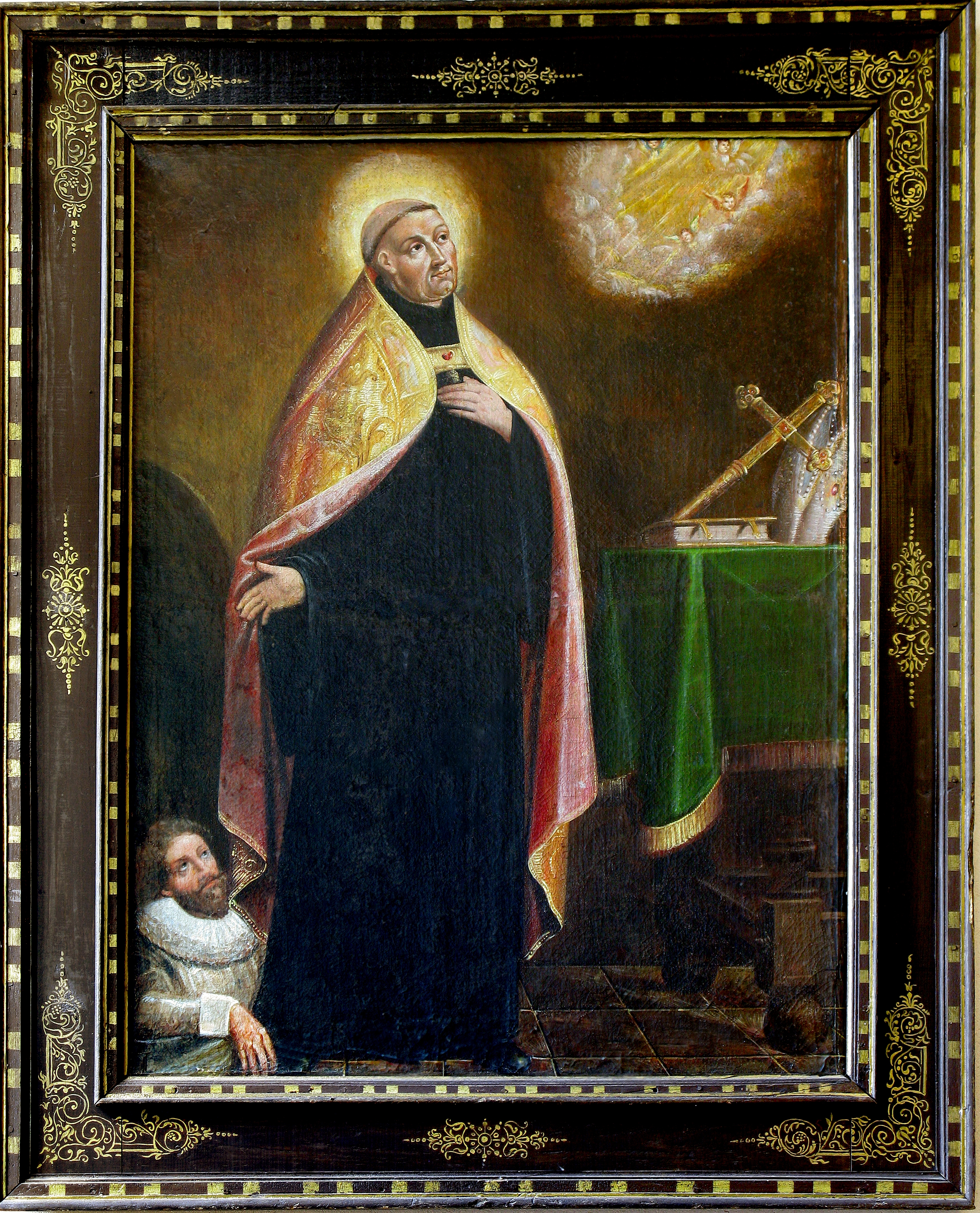
Lanfranc du Bec avec, à ses pieds, son adversaire Béranger de Tours.

Le rayonnement du monastère commence à se faire sentir avec la création de l'école du Bec, en 1045, par Lanfranc de Pavie, arrivé en 1039 dans la communauté pour devenir prieur de l'abbaye. Elle est, comme d'autres monastères bénédictins au XIe siècle, ouverte non seulement aux oblats mais aussi aux fils d'aristocrates destinés ou non à une carrière ecclésiastique. Selon Guillaume de Malmesbury, cette école permet à la communauté de récolter de larges fonds financiers. Les qualités d'enseignement du prieur, déjà exercées à Avranches, font venir des élèves de toute la Normandie. Fils de barons ou de riches laïcs, ils étaient une centaine à suivre les cours de Lanfranc. Passeront par ce « centre intellectuel le plus considérable de la Normandie et même de France », de nombreux intellectuels tel Anselme de Laon, plusieurs évêques dont Yves de Chartres et le futur pape Alexandre II, et Anselme d'Aoste qui succédera à son maître Lanfranc à la tête de l'école puis au siège de Canterbury.
Face au nombre grandissant de moines, la nouvelle abbaye se révèle insuffisante en plus d'être humide et malsaine. Sous l'impulsion de Lanfranc, devenu proche conseiller du duc Guillaume de Normandie sans abandonner la communauté d'Herluin, une translation et une extension sont envisagées. Financés par les dons des seigneurs normands dont les enfants fréquentent l'école, les travaux débutent en 1060. En trois ans, les bâtiments claustraux sont achevés, mais les moines ne quittent Pont-Authou qu'à l'automne 1073. Anselme, arrivé comme élève en 1059, devient prieur et écolâtre du Bec, en 1063, lorsque Lanfranc est placé par Guillaume le Conquérant à la tête de l'abbaye Saint-Étienne de Caen. Quand Lanfranc est nommé, en 1070, toujours par le duc de Normandie, Guillaume le Conquérant, archevêque de Canterbury, l'élève et le maître, tous deux Italiens, poursuivent à distance une relation épistolaire faite de respect mutuel. Devenu donc primat d'Angleterre, Lanfranc vient consacrer, le 23 octobre 1077, la nouvelle église qu'il avait contribué à faire édifier en présence des évêques de Bayeux, Évreux, Lisieux, Sées, Le Mans et de nombreux seigneurs normands, français et anglais. Herluin meurt en 1078 et Anselme lui succède comme abbé du Bec jusqu'à ce qu'il succède, en 1093, à Lanfranc à l'archevêché de Canterbury.

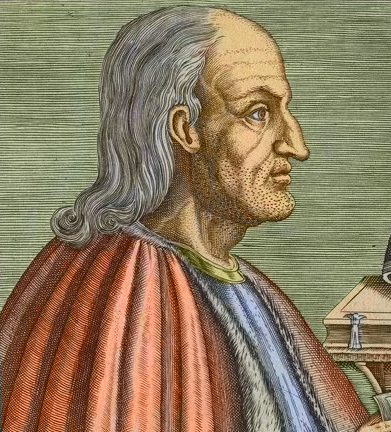
Anselme de Canterbury.

Sous la direction de Lanfranc puis d'Anselme, l'enseignement du trivium et du quadrivium à l'école du Bec a gagné une réputation de qualité « exceptionnelle », qui a fait venir pendant un demi-siècle, des élèves « de France, de Gascogne, de Bretagne, de Flandres, d'Allemagne et de Rome même ». Si le sanctuaire normand possède aussi des chaires de théologie, d'écriture sainte, de droit canon et civil, il se différencie des autres communautés scolaires de cette époque par l'importance donnée par ses deux premiers écolâtres à la littérature, la mettant presque autant à l'honneur que les disciplines monastiques. Lorsque Baudri de Bourgueil visite l'abbaye, il loue « l'esprit religieux dans toute sa plénitude, sans mensonge, sans flatterie, sans défaillance ». Un « esprit de douceur et de bénignité » vanté également par l'abbé Porrée dans son Histoire de l'abbaye du Bec, et que Bernard Gicquel attribue aux trois fondateurs de l'abbaye — Herluin, Lanfranc, et Anselme — ayant respectivement apporté la « piété », la « science » et la « mansuétude ». À l'enseignement de la scolastique, s'ajoute la participation de l'abbaye aux controverses théologiques de son temps telle celle sur la nature de l'eucharistie où Lanfranc défend, contre Bérenger de Tours, le principe de la présence substantielle et non seulement spirituelle du corps et du sang du Christ dans l'hostie et le vin, tandis qu' Anselme dénonce le nominalisme de Roscelin de Compiègne. Autre trace de cette activité intellectuelle, l'écriture très probable dans cette enceinte, vers 1050, de la Chanson de saint Alexis et plus tard de la Chanson de Roland par Turold. La musique y est également pratiquée.
La prestigieuse école forme des auteurs de la pensée ecclésiastique, des acteurs du monachisme normand, des réformateurs de l'Église d'Angleterre… Ainsi, on compte parmi ses élèves : le futur pape Alexandre II, Guillaume Bonne-Âme, archevêque de Rouen, Yves, évêque de Chartres, les évêques de Rochester Ernost, Gundulf et Ernulf, Foulques, évêque de Beauvais, Turold d'Envermeu, évêque de Bayeux, Guillaume, abbé de Cormeilles, les premiers abbés de Lessay Roger et Geoffroy, Henri, abbé de la Bataille, Richard, abbé d'Ely, Richard, abbé de Sainte-Vaubourg, Lanfranc, neveu de l'écolâtre, abbé de Saint-Wandrille, Adelelme, abbé d'Anchin, Lanfred, abbé de Saint-Wulmer, William, écolâtre de Bamberg, moine de Fulda et abbé de Mersebourg, Henri, doyen de Canterbury, Bernard, abbé du Mont-Saint-Michel, Durand, Guillaume, Normand, abbés d'Ivry, Jean, abbé de Saint-Sabas et Jean, abbé de Telese, en Italie, ou encore les théologiens Anselme de Laon et Guitmond.

### XIIe–XVIesiècle: déclin intellectuel et enrichissement foncier

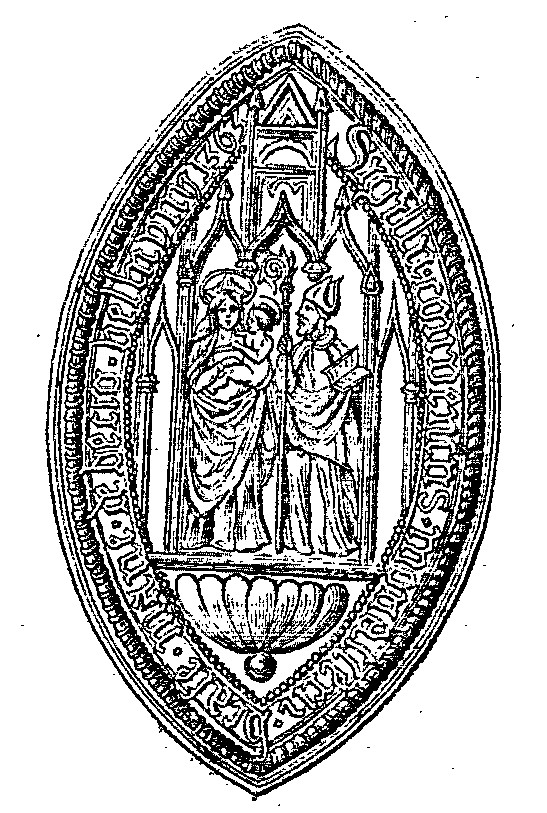
Sceau de l'abbaye : Dans une niche supportée par un piédouche godronné : à gauche, la Vierge debout, couronnée, portant l'enfant Jésus ; à droite, un prélat mitré, crossé, tenant un livre.

Avec la conquête de l'Angleterre en 1066 par le duc Guillaume de Normandie, les barons concèdent à l'abbaye maints domaines en Angleterre : ainsi le village de Tooting Bec, aujourd’hui dans la banlieue londonienne, tient-il son nom de ce que l’abbaye en possédait les terres.
Appelé en 1093 à l'archevêché de Canterbury, Anselme choisit pour lui succéder Guillaume de Montfort-sur-Risle, prieur de Poissy qui avait passé 15 ans au Bec. De 1077 à 1106, le Bec enregistre la fondation de onze prieurés, aussi bien en Normandie qu'en Île-de-France et en Angleterre. L'aristocratie est très impliquée dans le développement du Bec, tant au niveau le plus élevé avec les ducs de Normandie et les rois de France, qu'au niveau des familles qui gravitent dans l'entourage des précédents ou de la petite aristocratie qui dote le Bec de terres, de fours, de moulins et d'églises dans le voisinage de l'abbaye. On trouve notamment parmi ses bienfaiteurs les noms de Richard de Bienfaite, Henri d'Eu, Hugues III de Meulan ou Guillaume de Breteuil, qui entre 1087 et 1096, octroie un péage et une coutume à l'abbaye, et où Robert Ier de Meulan signe comme témoin aux côtés de Robert Courteheuse,.
L'école du Bec perd de son rayonnement au début du XIIe siècle en raison du départ d'Anselme pour Canterbury et de plusieurs de ses compagnons pour l'Angleterre ainsi que de l'affaiblissement des écoles monastiques au profit des écoles urbaines, en particulier celles de Paris,. Tandis que le nombre des moines sur place diminue au profit des prieurés donnés ou fondés sous l'autorité de la communauté, « il n'y a plus au Bec ni philosophe, ni théologien » au milieu du XIIe siècle. Jusqu'à la fin du siècle, l'abbaye poursuit toutefois sa tradition scolaire et intellectuelle, accueillant en ses murs le chroniqueur Robert de Torigni et les poètes Étienne de Rouen et Pierre de Dives, et sa réputation attire toujours de nouveaux frères à l'instar du roi Philippe Ier et de son fils, le futur Louis VI, qui s'affilie au Bec sous l'abbatiat de Guillaume.
L'abbaye continue de s'agrandir et de voir augmenter son rayonnement. En ce temps-là, la célèbre abbaye possède dans tout le pays de si gros revenus et de si vastes propriétés que l'on dit à son propos : « De quelque côté que le vent vente, l’abbaye du Bec a rente ». Elle profite de la générosité de nombreux donateurs parmi lesquels Henri Ier d'Angleterre, proche de l'abbé Boson, puis de sa fille Mathilde l'Emperesse qui s'y fait inhumer en 1167.
En 1138, Thibaut, ancien prieur puis abbé du Bec, est élu à son tour archevêque de Canterbury. À l'abbaye, lui succède Létard, moine natif du village du Bec, qui fait construire la salle capitulaire, de 1140 à 1146, grâce aux libéralités de Robert de Neubourg qui prend la robe à la fin de sa vie. Le successeur de Létard, Roger Ier, fait rénover entièrement l'église abbatiale dont la première pierre est posée le 14 août 1161 par l'évêque Rotrou et la consécration célébrée en avril 1178 en présence du roi d'Angleterre. Roger fait également édifier une infirmerie, une maison pour recevoir les voyageurs, rénover le dortoir et creuser des canaux pour porter l'eau aux appartements.
L'église est partiellement détruite en 1195. En 1214, l'architecte Enguerrand (ou Ingelramme), successeur de Jean d'Andely pour l'édification de la cathédrale de Rouen, entame sa reconstruction. Les travaux sont poursuivis par Gautier de Meulan, mais elle est brûlée à deux reprises avant d'être reconstruite vers 1275.
Au milieu du XIVe siècle, l'abbaye doit s'organiser en raison de la guerre de Cent Ans. Le plan de Louis d'Harcourt qui prévoit de démolir l'église à peine érigée n'est pas appliqué, et, en 1358, la basilique et le chapitre sont fortifiés et entourés de fossés tandis que trois côtés du cloître et une partie du dortoir et du cellier sont rasés. Financièrement exsangue, partiellement détruite par le conflit, l'abbaye est restaurée à l'ultime fin du XIVe siècle. Mais la lutte entre Anglais et Français se poursuit et, en 1418, après un siège d'un mois par le duc de Clarence, la place forte se rend laissant l'abbaye aux pillards. Après avoir été repris par les Français en 1421, le site est repris par les troupes anglaises qui rasent ses fortifications. Pour abriter ses moines durant le conflit, l'abbé Robert III fait construire l'hôtel du Bec, à Rouen, à l'emplacement de l'hôtel des Fontaines. C'est surtout à partir de 1450, à la sortie des hostilités, que l'abbaye commence à se redresser sous l'administration de Geofroy d'Épaignes qui restaure église, bâtiments claustraux et infirmerie et de celle de Jean Bouchard, premier abbé commendataire, qui fait achever le beffroi. En avril 1479, Louis XI confirme les privilèges de l'abbaye par lettres patentes. En 1484, Robert d'Évreux succède à Jean Bouchard comme abbé régulier, mais démissionne en 1491 en faveur de Guillaume Guérin, trente-troisième abbé du Bec et dernier régulier.

### Régime de la commende
Le régime de la commende est établi par le concordat de Bologne de 1516 conclu entre le pape Léon X et François Ier. L'abbé n'est plus élu, mais nommé par le roi de France et au moins un tiers des rentes de l'abbaye lui revient. Cette part peut monter aux deux tiers.

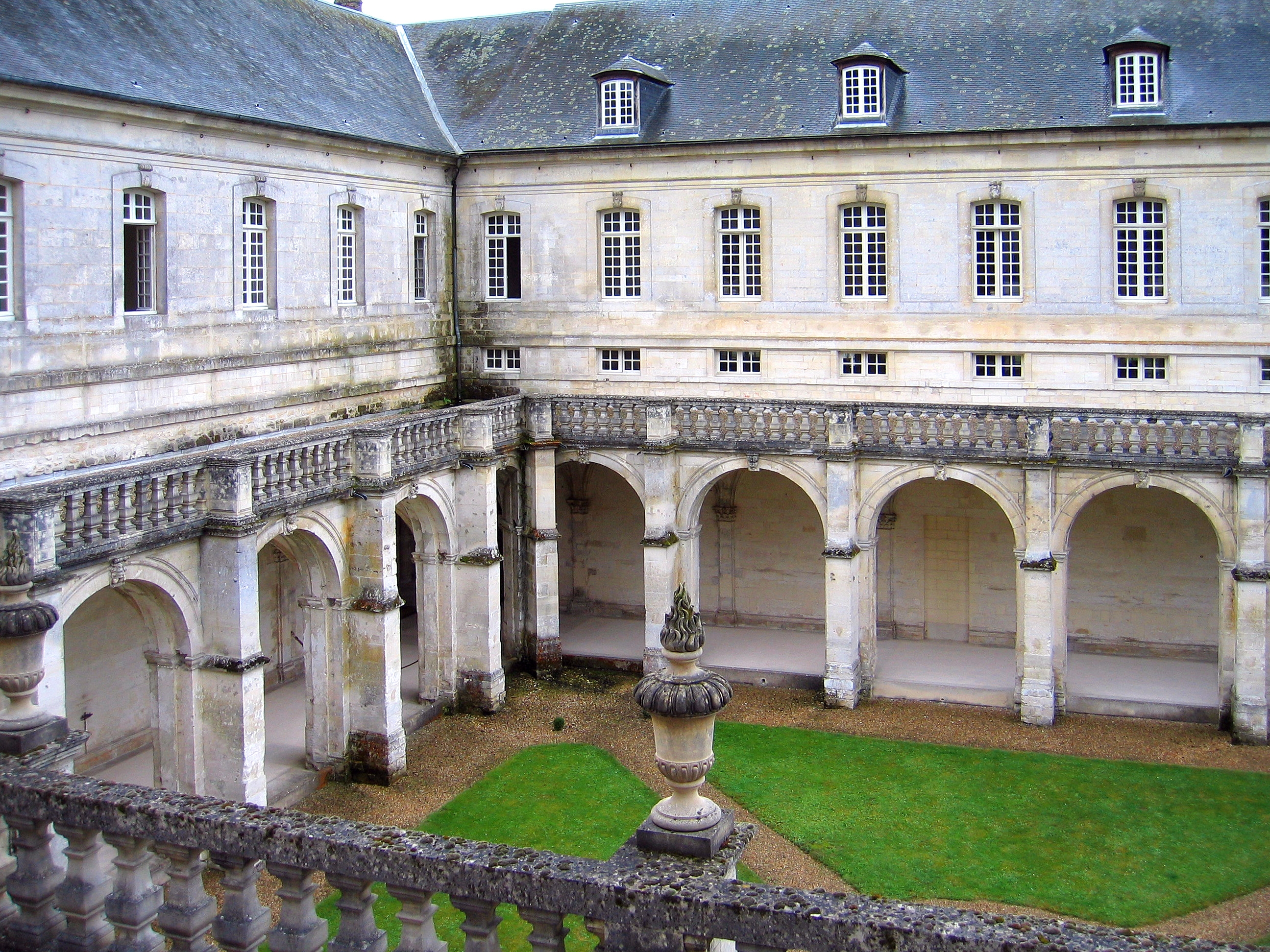
Le cloître du XVIIe siècle.

Le Bec connaît sept abbés commendataires dont le plus jeune est âgé de 9 ans. Le régime de la commende affaiblit l'abbaye tant financièrement que spirituellement.
À cela, il faut ajouter les troubles causés par les guerres de Religion. L'abbaye est saccagée par les huguenots, deux moines sont égorgés. Les moines sont obligés de quitter l'abbaye et les abbés commendataires laissent les bâtiments à l'abandon. Très vite, l'abbaye n'est plus que ruines.

### Réforme de Saint-Maur
La Congrégation bénédictine de Saint-Maur entreprend de réformer la plupart des monastères français par la restauration de la discipline, du travail intellectuel et des travaux d'érudition. Elle engage également de vastes reconstructions, dont le Bec — une des premières abbayes à être réformées — bénéficie largement. Malgré la réticence de la plupart des abbés commendataires, l'abbaye du Bec est restaurée avec beaucoup de soin, les murs sont relevés, un cloître est construit et les moines reviennent en 1626. Son rayonnement intellectuel s'en trouve grandi.
En 1742, l'abbé commendataire est un prince du sang, Louis de Bourbon-Condé, comte de Clermont. Le prince fait raser et rebâtir les bâtiments conventuels laissant le splendide ensemble XVIIIe siècle visible actuellement.
Yves Alexandre de Marbeuf, déjà évêque d'Autun puis archevêque de Lyon, lui succède en 1782. Il est le dernier abbé du Bec avant la Révolution.

### Dépôt des remontes générales de l'armée

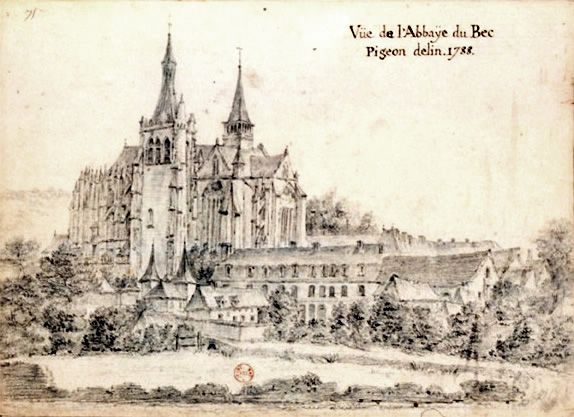
Dessin de l'abbaye à la veille de la Révolution de 1789.

La Révolution française expulse le dernier moine, en 1792, et pendant dix ans les bâtiments subissent dégradations et pillages divers. Le chartrier est brûlé, la bibliothèque pillée, les sculptures martelées. En 1802, Napoléon transforme le Bec en dépôt d'étalons à usage de l'armée, dépendant du haras du Pin, et le sauve d'une destruction totale. Le nombre d'étalons varie de 25 à plus d'une cinquantaine. Le mobilier cultuel (maître-autel, jubé…) et les pierres tombales des abbés sont transférés à l'église Sainte-Croix de Bernay. L'église abbatiale et la salle capitulaire sont vendues comme carrière de pierres en 1809. Le manège est installé dans le cloître du XVIIe siècle, et la grande écurie dans le réfectoire mauriste du XVIIe siècle (l'église abbatiale actuelle). Quand le corps de Remonte est créé en 1831, le dépôt de remonte du Bec devient une succursale du dépôt de Caen (actuel Quartier Lorge), siège de la première circonscription de Remonte,. 
Les bâtiments conventuels sont transformés en écuries et chambrées de caserne et, en 1845, les chevaux ont également accès au deuxième étage par « l'escalier des matines » dont la conception aux larges marches, peu hautes, permet cette ascension.[réf. nécessaire]

### Restauration de la vie monastique
La tour Saint-Nicolas avait malgré tout été placée sur la liste des monuments historiques de 1840 et, un siècle plus tard, le reste de l'abbaye est classé au titre des monuments historiques par arrêté du 30 janvier 1948.
Dans le même temps, à Cormeilles en Parisis, une communauté bénédictine olivétaine, engagée dans le mouvement œcuménique, désire s'enraciner dans un lieu où les anglicans viennent communier dans le souvenir de Lanfranc et d'Anselme. L'État prend à sa charge les travaux de restauration et de mise dans un état minimum d'habitabilité, puis loue les bâtiments à l'association de sauvegarde du Bec qui les met aussitôt à disposition des moines en 1948. Pierre Mendès France, président du Conseil général et député de l'Eure, joue un rôle capital dans la renaissance du Bec. Une nouvelle époque s'ouvre qui voit la restauration de la vie monastique et une lente et régulière remise en état de l'abbaye désormais rendue à sa destination première.
L'abbaye se développe alors, notamment en vue de l'œcuménisme, prôné par le Concile Vatican II, que l'abbaye vit dans ses liens privilégiés avec la communion anglicane. En 1976, Dom Grammont envoie des moines refonder une abbaye en Terre Sainte à Abu Ghosh, près de Jérusalem. Mais, en 1990, l'abbaye connaît un véritable séisme, avec le départ synchronisé du père abbé, Dom Philippe Aubin, et de Mère Faimpe-Marie-Ephrem, supérieure du couvent voisin, pour des « raisons affectives ». Depuis les années 2000, l'abbaye vit un certain renouveau, en encourageant le volontariat des jeunes au service de la rénovation des vieux bâtiments, qui participent à la restauration du logis abbatial inauguré en octobre 2017.

## Bibliothèque

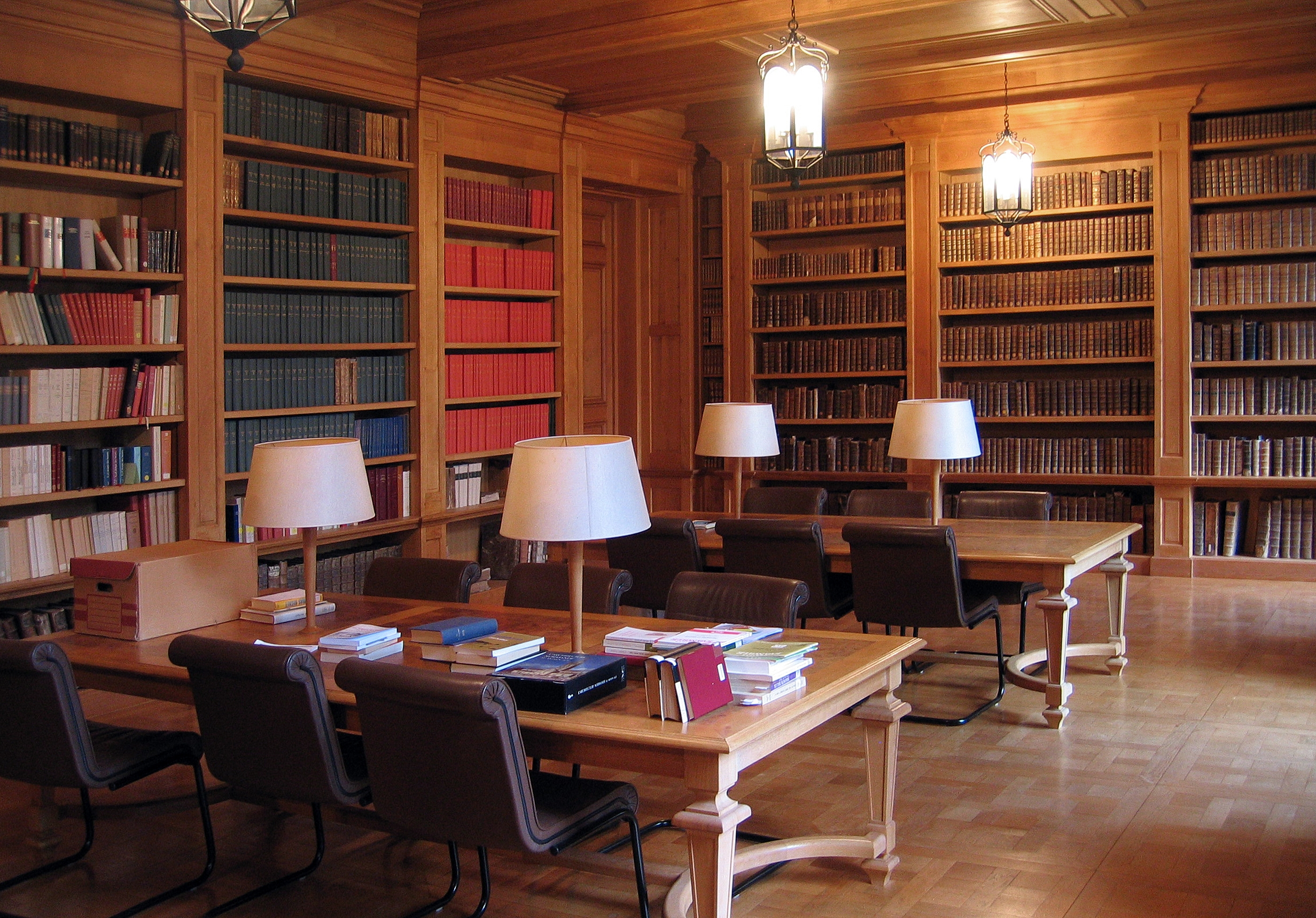
La bibliothèque actuelle.

Il y a peu ou pas de continuité entre la bibliothèque de l'abbaye sous l'Ancien Régime et celle que la communauté s’efforce de reconstituer depuis 1947.
L'histoire de la bibliothèque du Bec se découpe en quatre tranches :
- la bibliothèque médiévale, telle qu’elle a pu se constituer dès les origines sous l’impulsion de Lanfranc, d’Anselme et de leurs successeurs ;
- la bibliothèque mauriste, héritière de ce passé, mais qui va connaître un nouvel essor grâce à la tradition intellectuelle de la congrégation et au développement du livre imprimé ;
- la période révolutionnaire et post-révolutionnaire où la bibliothèque est pillée et dispersée ;
- la bibliothèque actuelle qui, depuis la restauration de l’abbaye en 1947[32], mais surtout depuis 1979 connaît un fort développement[6],[33].

En 1991, la communauté commence l'informatisation du catalogue. En 2006, cette tâche est bien avancée, puisque la base bibliographique comporte 50 000 notices et s’enrichit régulièrement.
Depuis 1983, les acquisitions de livres ont connu un rythme soutenu. Le fonds a doublé, atteignant, en 2010, 90 000 volumes,.

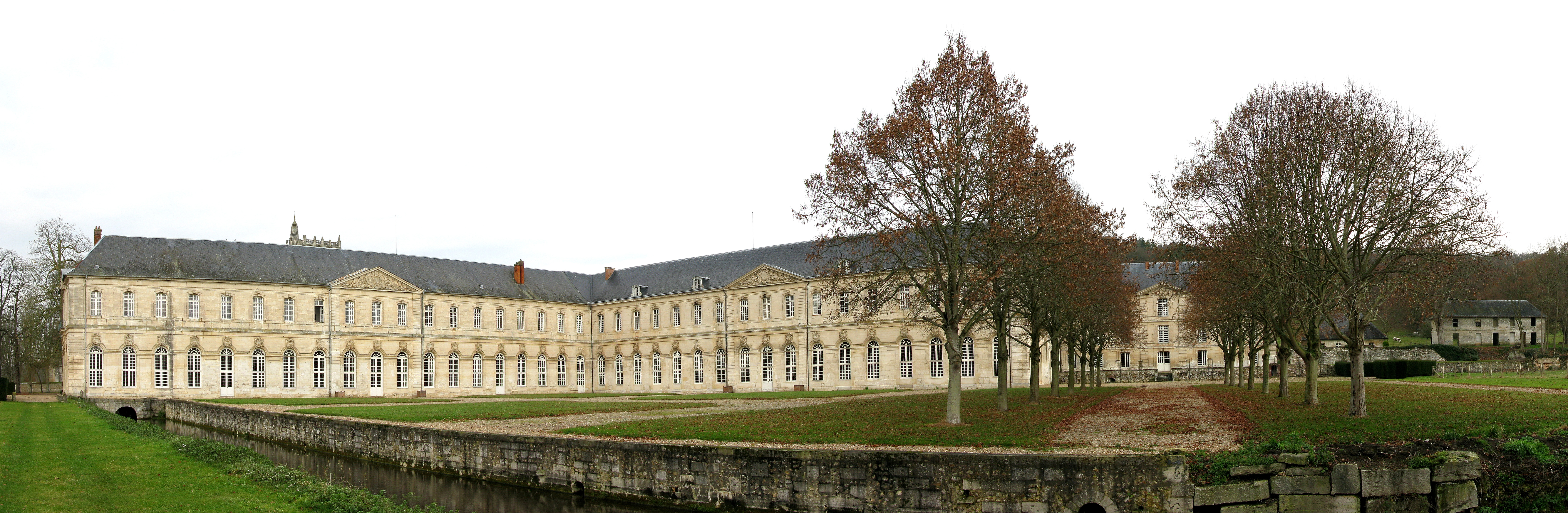
Abbaye Notre-Dame du Bec, panoramique de la façade sud, église abbatiale et bâtiments conventuels.

## Architecture

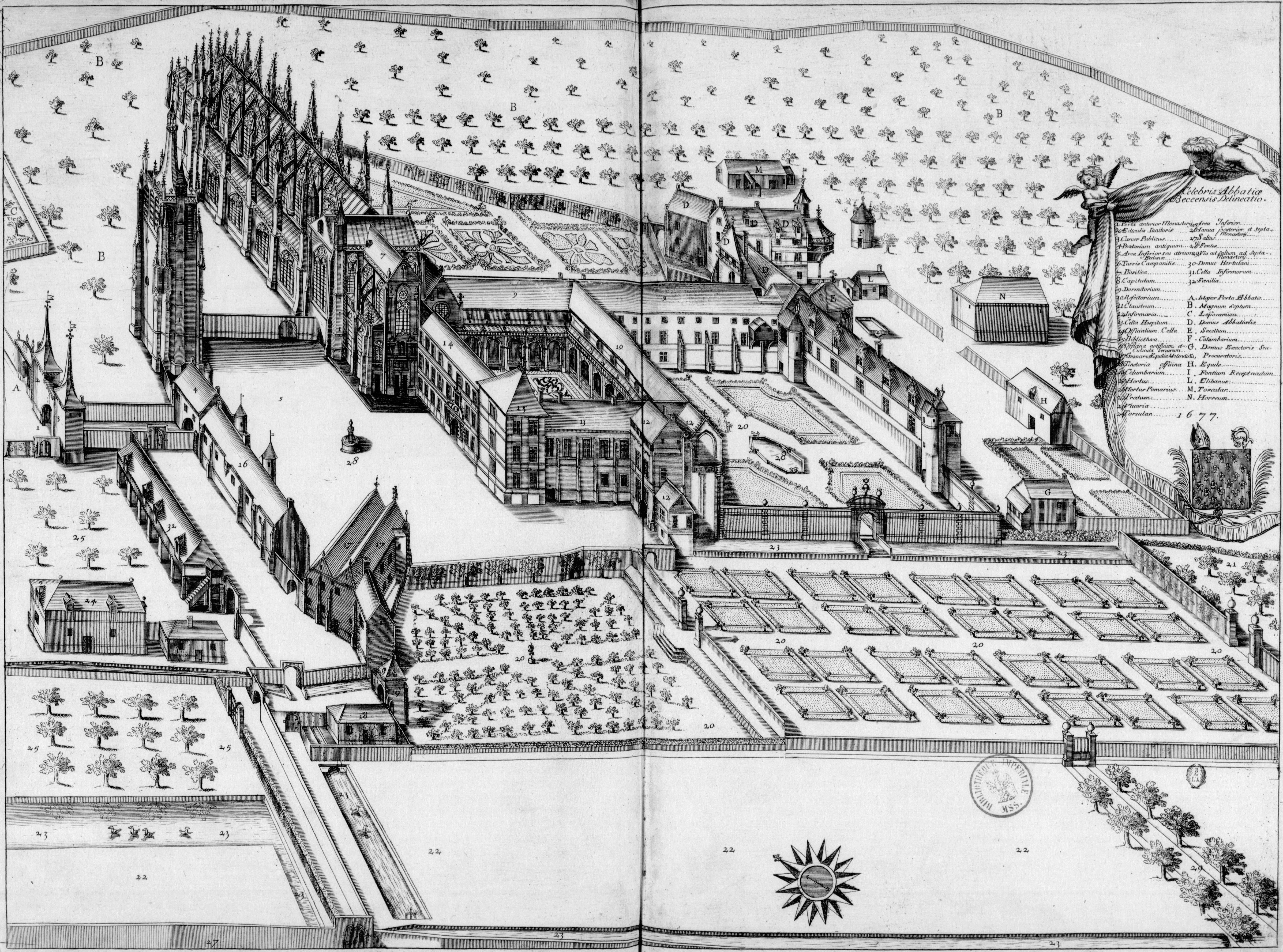
Vue générale de l'abbaye en 1677.

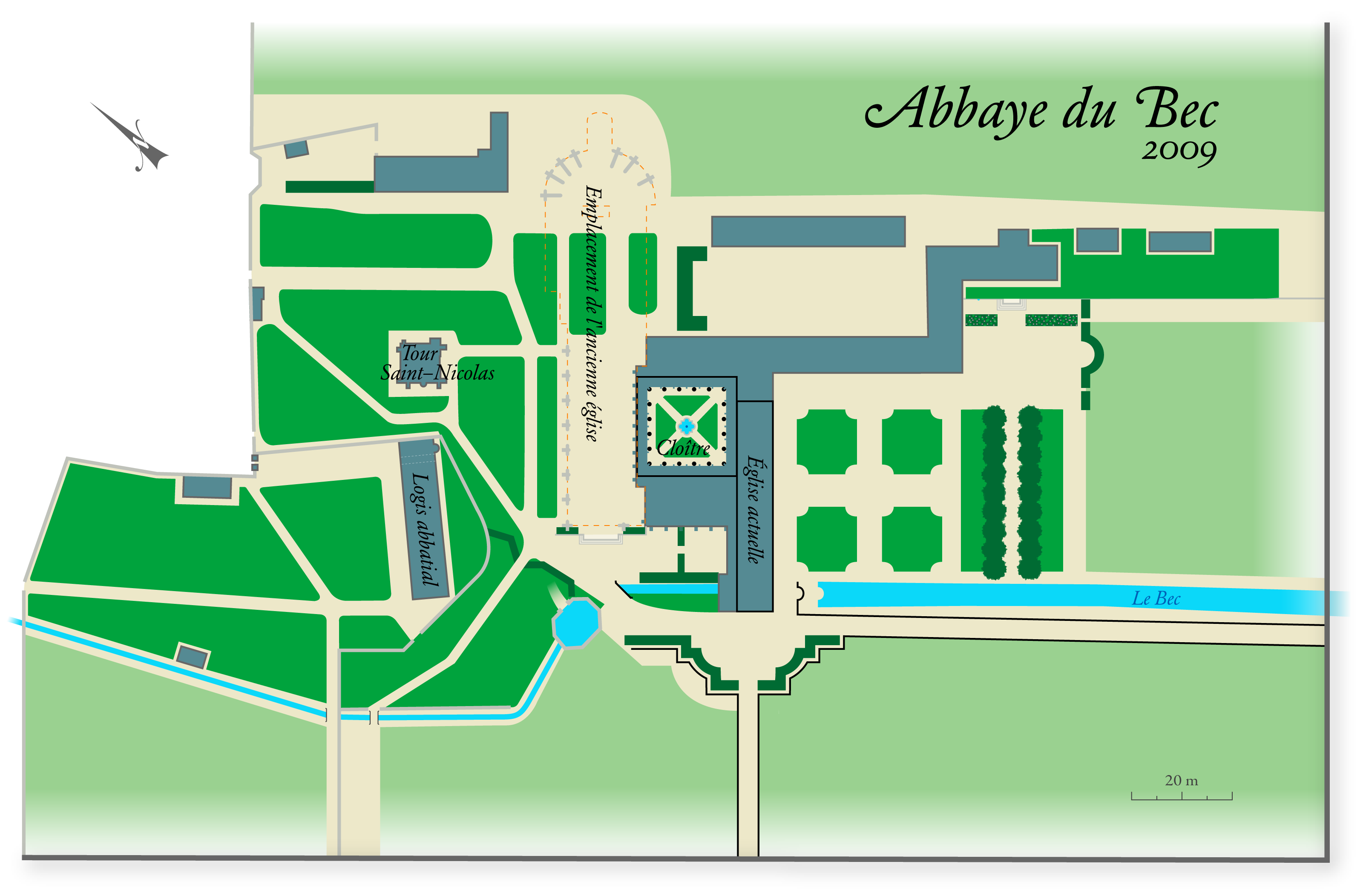
Plan de l'abbaye en 2009.

La tour Saint-Nicolas est placée sur la première liste de la commission de classement des monuments historiques de 1840 « pour lesquels des secours ont été demandés ». Un arrêté, en date du 24 février 1928, complète cette première action et inscrit l'ancienne abbaye au titre des monuments historiques. Cet arrêté est remplacé par un classement de l’abbaye au titre des monuments historiques, le 30 janvier 1948. Cette protection est complétée par le classement du 2 octobre 1963 qui l'élargit la protection à l'ancien logis abbatial : façades et toitures, sol du jardin et ancienne porte de l'abbaye. Enfin, l'arrêté du 15 décembre 2008, classe l'ancienne abbaye Notre-Dame-du-Bec en totalité au titre des monuments historiques. Cela inclut l'enclos monastique avec le sol de nombreuses parcelles, les murs d'enceinte et les bâtiments monastiques, bûcher inclus, dans leur totalité, mais aussi l'ensemble du réseau hydraulique, y compris les captages et le grand aqueduc canalisant le Bec.

### Tour Saint-Nicolas

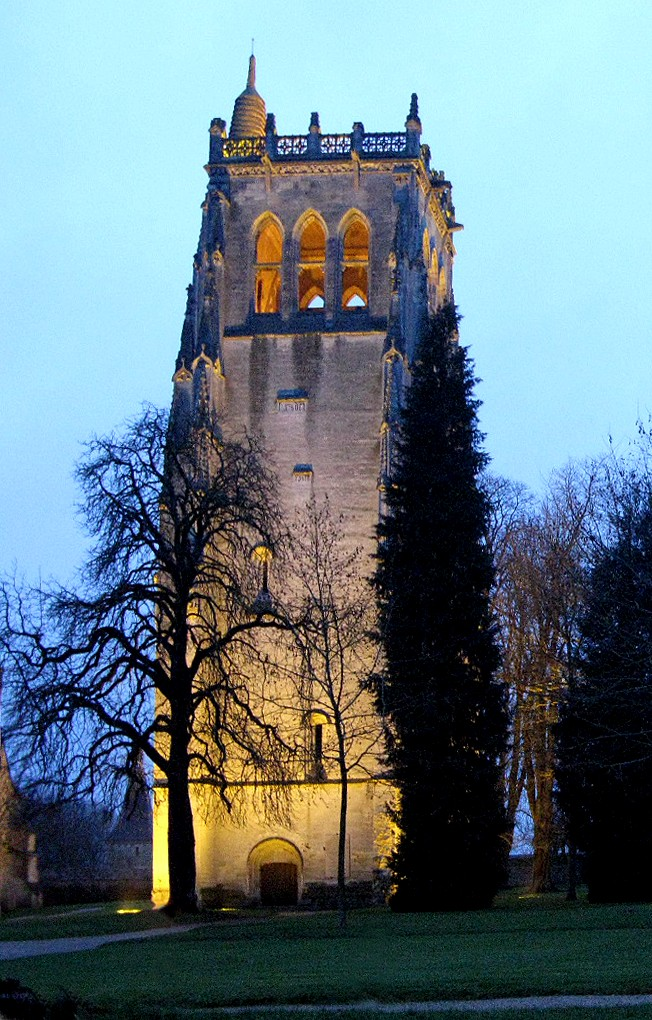
La tour Saint-Nicolas de nuit, face méridionale.

Au premier abord se dégage la tour Saint-Nicolas qui domine les bâtiments monastiques édifiés initialement entre 1644 et 1666 et réaménagés au XVIIIe siècle.
Construite dans la deuxième moitié du XVe siècle, elle servait de clocher afin que les quatre grosses cloches qu'elle renfermait n'ébranlent pas les tours du portail de l'abbatiale.
C'est une construction carrée de plus de onze mètres de côté de style anglo-normand. Jusqu'en 1810, elle était surmontée d'une flèche de quinze mètres de haut anéantie par un incendie. Les cloches ont été détruites à la Révolution.
Chaque angle possède un contrefort surmonté de deux statues monumentales : sainte Marie, saint Benoît, saint Nicolas, saint Jean, saint Michel, saint Jacques, saint Louis et saint André. Sur la face occidentale est inscrit en latin : « Marie », « Sauveur du monde prends pitié », « Jésus-Christ est fils de Dieu » et sur la face orientale : « Jésus est fils de Dieu ».

### Cloître
L'ancien cloître du XIIIe siècle ayant été détruit, le cloître actuel a été construit au milieu du XVIIe siècle.
Ici, comme ailleurs à cette époque, l'influence italienne se fait sentir. C'est l'ordre toscan qui prédomine, avec des arcades en plein cintre à archivoltes moulurées. Les voûtes d'arêtes qui couvrent le cloître sont soulignées par des moulurations imitant la voûte d'ogive. Les clefs de voûte circulaires et saillantes, toutes différentes les unes des autres, sont ornées de feuillages et de rosaces. Les arcades retombent sur des impostes de piles, de section carrée, renforcées de pilastres saillants se terminant à leur sommet par une console sculptée de feuilles d'acanthe de style corinthien surmontée d'une corniche moulurée,.

### Bâtiments conventuels

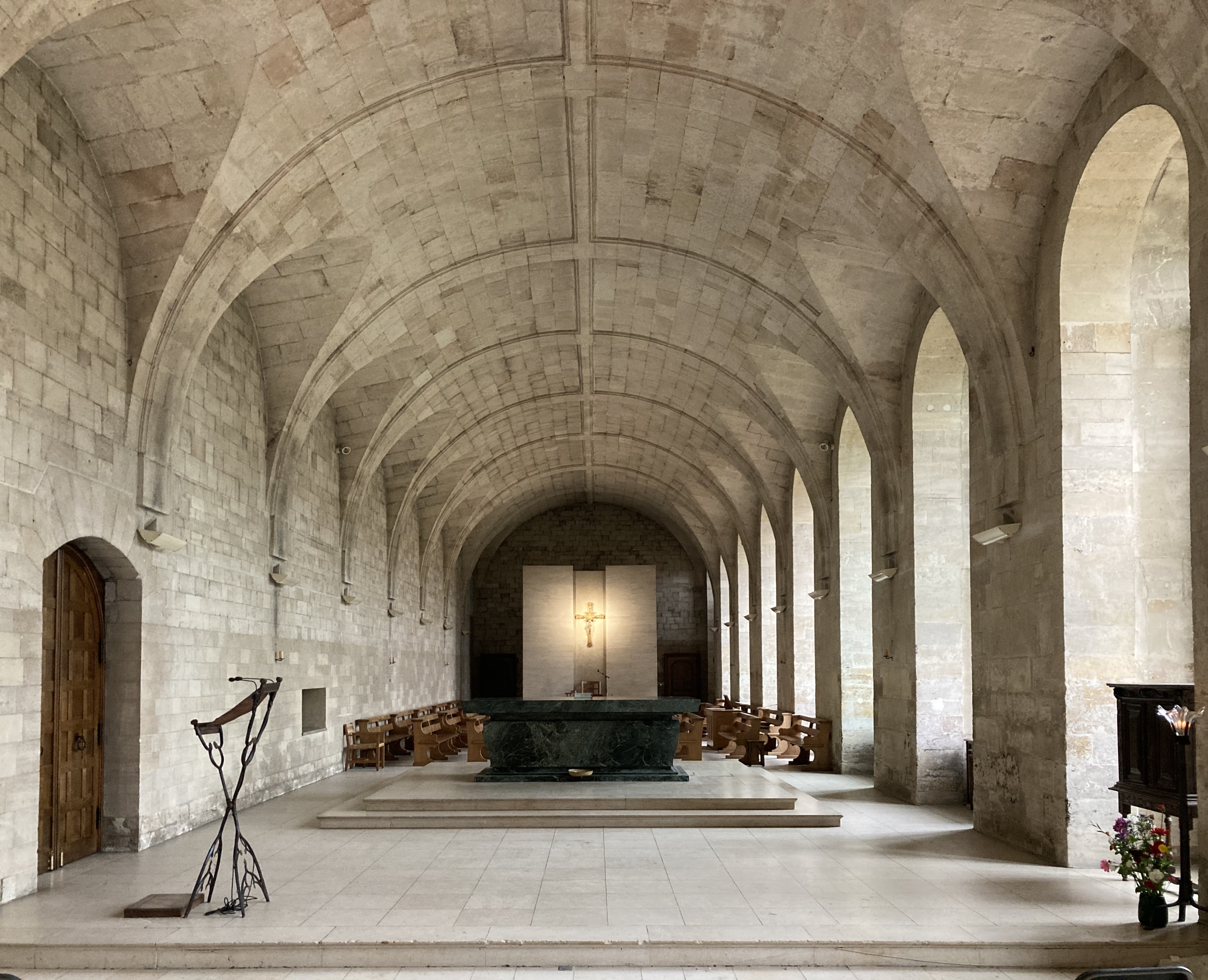
Intérieur de l'église abbatiale, dans l'ancien réfectoire.

Les bâtiments, reconstruits au milieu du XVIIIe siècle par les moines de la Congrégation de Saint-Maur, sont de style Régence.
L'église abbatiale actuelle, située dans l'ancien réfectoire, a été dédicacée en 1969 par Anthony Caillot, évêque d’Évreux. Elle est perpendiculaire au ruisseau du Bec et son aile mesure 75 m. À angle droit, l'aile du réfectoire actuel s'étend sur 66 m. Au sud, à angle droit, un premier pavillon — avec balcon devant la fenêtre centrale — abrite, au deuxième étage, l'infirmerie actuelle. Enfin, à nouveau à angle droit, un dernier pavillon orienté ouest–est abritait l'ancienne infirmerie.

### Escaliers

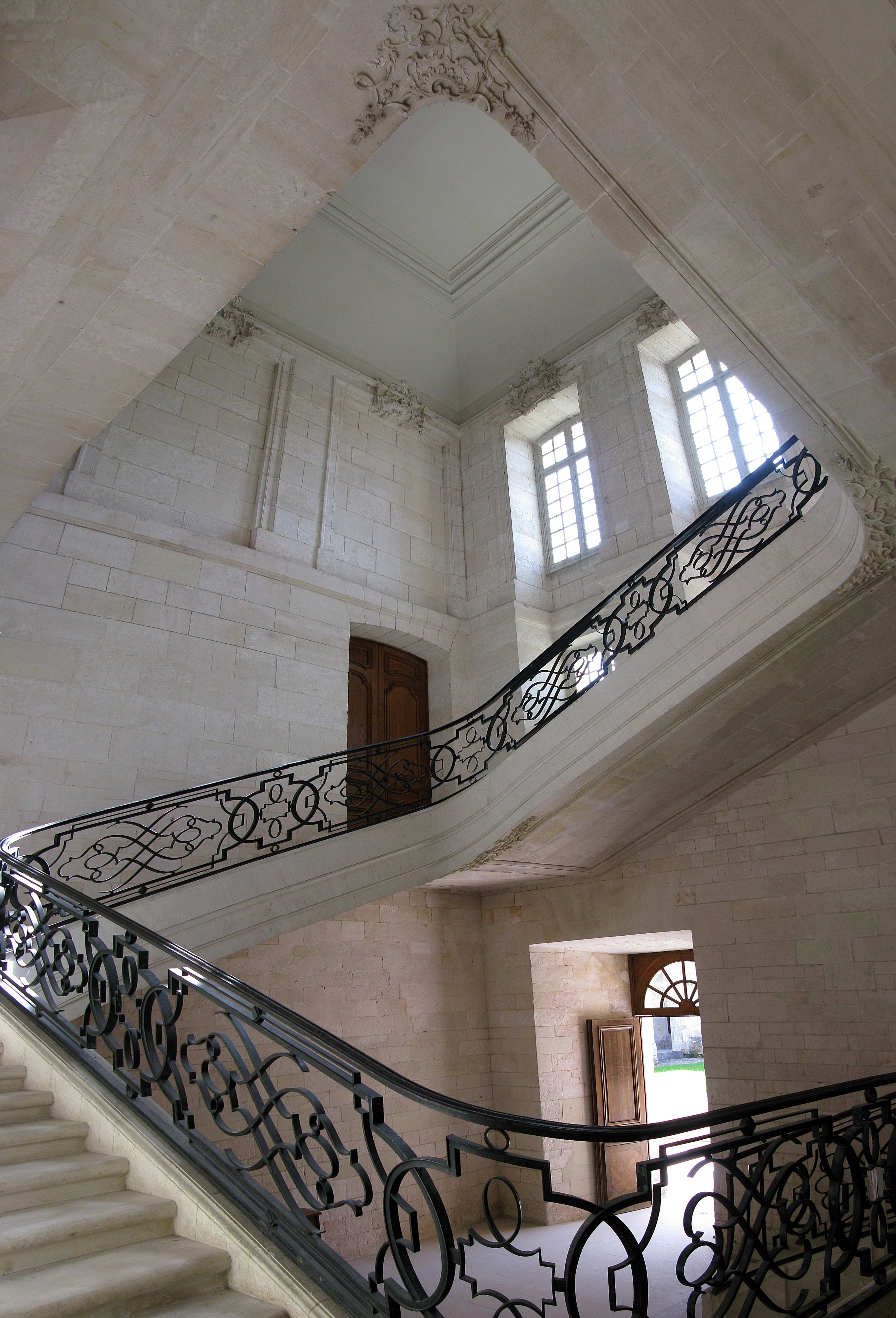
Escalier des matines.

Six escaliers du XVIIIe siècle donnent accès aux étages. Ces escaliers procurent une remarquable impression de légèreté. Les marches ne paraissent être portées que par le mur d'un seul côté. En réalité, leur poids est également appliqué sur la partie des marches sur laquelle est fixée la rampe (limon) et, par la taille particulière des pierres, cet effort est transmis de proche en proche au premier palier d'une masse impressionnante,.

## La communauté actuelle

### Origines
Le fondateur, Emmanuel André, curé de campagne, a créé une petite communauté monastique dans son presbytère de Mesnil-Saint-Loup, dans les années 1860. Après plusieurs essais infructueux d’affiliation, à Solesmes, puis à la Pierre-Qui-Vire, il s’est rattaché à la Congrégation de Sainte Marie du Mont Olivet, une réforme bénédictine du XIVe siècle, en Italie, menée par le bienheureux Bernardo Tolomei. Par admiration pour Bernard de Clairvaux dont il a pris le prénom, et par dévotion à la Vierge, Bernardo Tolomei a voulu que les moines de sa fondation soient « blancs », c'est ainsi qu'au Bec Hellouin les moines bénédictins sont vêtus de blanc.
En 1925, la tradition des Oblates Moniales de Sainte-Françoise Romaine a été reprise en lien avec la communauté des frères. Les sœurs habitaient alors Cormeilles-en-Parisis. De leur côté, c'est en 1938 que les frères du Mesnil, avec leur prieur, dom Paul Grammont, arrivent à Cormeilles et ouvrent une maison d’étude. Après la guerre, les deux communautés de Cormeilles ont cherché un lieu plus vaste et à l’écart, pour vivre de façon plus régulière leur charisme propre. Elles sont arrivées au Bec en 1948, sous Alphonse-Paul-Désiré Gaudron, évêque d'Évreux (1930-1964).

### La communauté
Membre de la congrégation de Mont Olivet, la communauté arrive, en 1948, de Cormeilles-en-Parisis sous l'impulsion de dom Paul-Marie Grammont. Elle se compose, en décembre 2008, de quinze moines et de deux pères ermites, l'un à Saint-Évroult-Notre-Dame-du-Bois près de la Trappe, et l'autre chez les petites sœurs des pauvres à Saint-Servan.
À deux kilomètres, le monastère Sainte-Françoise Romaine abrite des sœurs, « oblates » de l'abbaye Notre-Dame du Bec, qui viennent également de Cormeilles-en-Parisis. Elles ont rejoint les moines dès 1949 après avoir construit leur monastère, installées à proximité de l'abbaye des frères conformément à la tradition léguée à l'Église par sainte Françoise Romaine dès le XVe siècle. Le monastère des sœurs a à sa tête une prieure élue par la communauté. Pour leur profession monastique les sœurs novices remettent leurs vœux entre les mains de l'abbé, à l'abbaye. Également, les jours de fête et les dimanches, les sœurs se rendent à l'abbaye pour participer aux offices majeurs (messes, vêpres, vigiles).
Dans la tradition bénédictine, l'abbaye possède une hôtellerie qui permet à ceux qui le souhaitent de faire retraite quelques jours et accueille également plus longuement des jeunes gens qui voudraient partager la vie de la communauté.

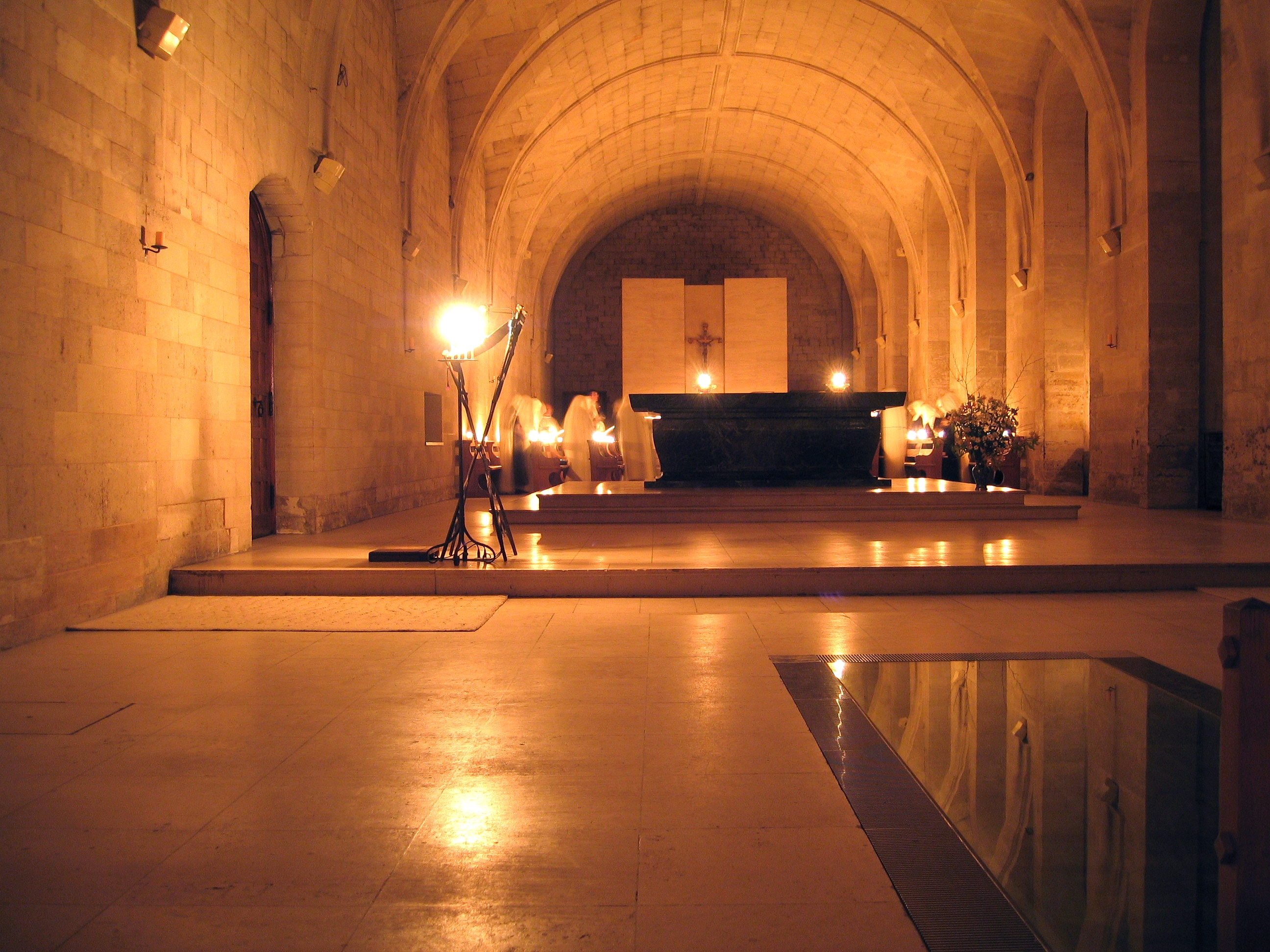
Vêpres solennelles à l'abbaye Notre-Dame du Bec en présence des moniales du monastère Sainte-Françoise Romaine.
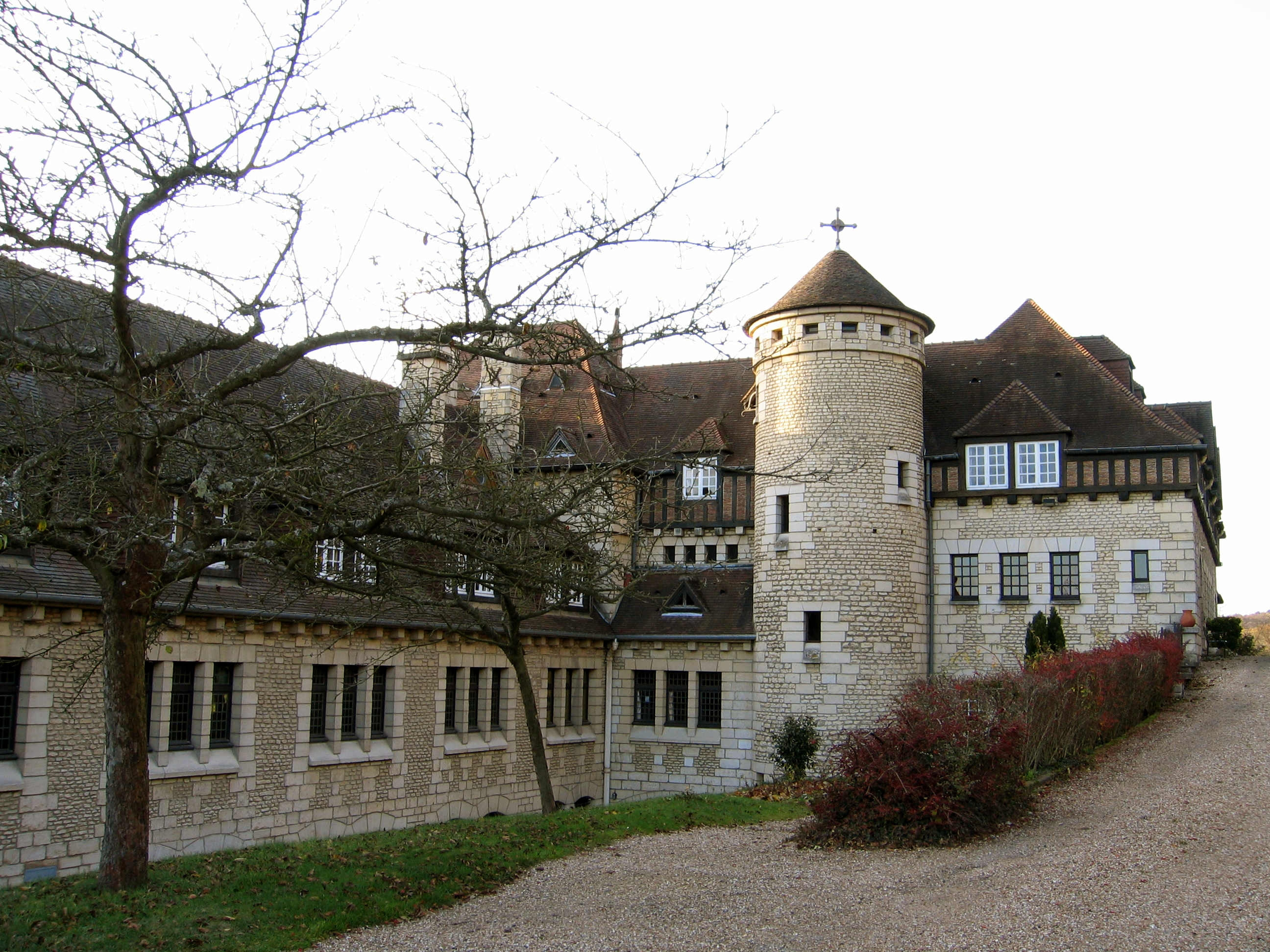
Monastère Sainte-Françoise Romaine au Bec-Hellouin.

#### Travail de la communauté

Assiette réalisée par les moines de l'abbaye Notre-Dame du Bec.

La communauté monastique du Bec a développé un atelier de faïences artisanales qui lui permet de subvenir à ses besoins et qu'elle vend sur place ou en ligne.
La vie en communauté nécessite tout un ensemble de travaux de maison : cuisine, ménage, jardinage, lavage et repassage, couture, comptabilité, bricolage, infirmerie, porterie, accueil… qui sont répartis entre tous, du plus jeune au plus vieux, selon les possibilités de chacun. Le travail intellectuel y trouve également sa place.

## Agressions sexuelles
En 4 janvier 2023, la CORREF et Mark-Ephrem Nolan, nommé abbé-commissaire du Bec-Hellouin, (administrateur provisoire de la Congrégation bénédictine de Sainte-Marie-du-Mont-Olivet) rendent publics « des faits graves d’agression sexuelle » qui auraient été commis sur deux femmes par un moine de l'abbaye, dans les années 1990. Une enquête est ouverte par la justice à la recherche d'autres victimes potentielles,. La démarche de la communauté étonne le procureur de la République :  « Si des personnes voient l'appel à témoins et se sentent concernées, je les invite à se signaler auprès du parquet et de la gendarmerie, vers les personnes habilitées à mener l'enquête [...] Les faits relèvent de la justice judiciaire et non de la justice ecclésiastique. ».

## Vocation à l’œcuménisme
En raison de l'histoire de l'abbaye du Bec, les communautés de moines et de moniales se sont engagées, dès leurs arrivées en 1948–1949, sur la voie de l'unité et du dialogue entre les différentes confessions chrétiennes. Les communautés monastiques du Bec ont suivi avec un intérêt passionné le déroulement du concile Vatican II dont les travaux confortaient l'orientation ecclésiologique, liturgique et œcuménique donnée par dom Grammont. L'œcuménisme est l'un des grands soucis de l'abbaye du Bec.

### Anglicanisme

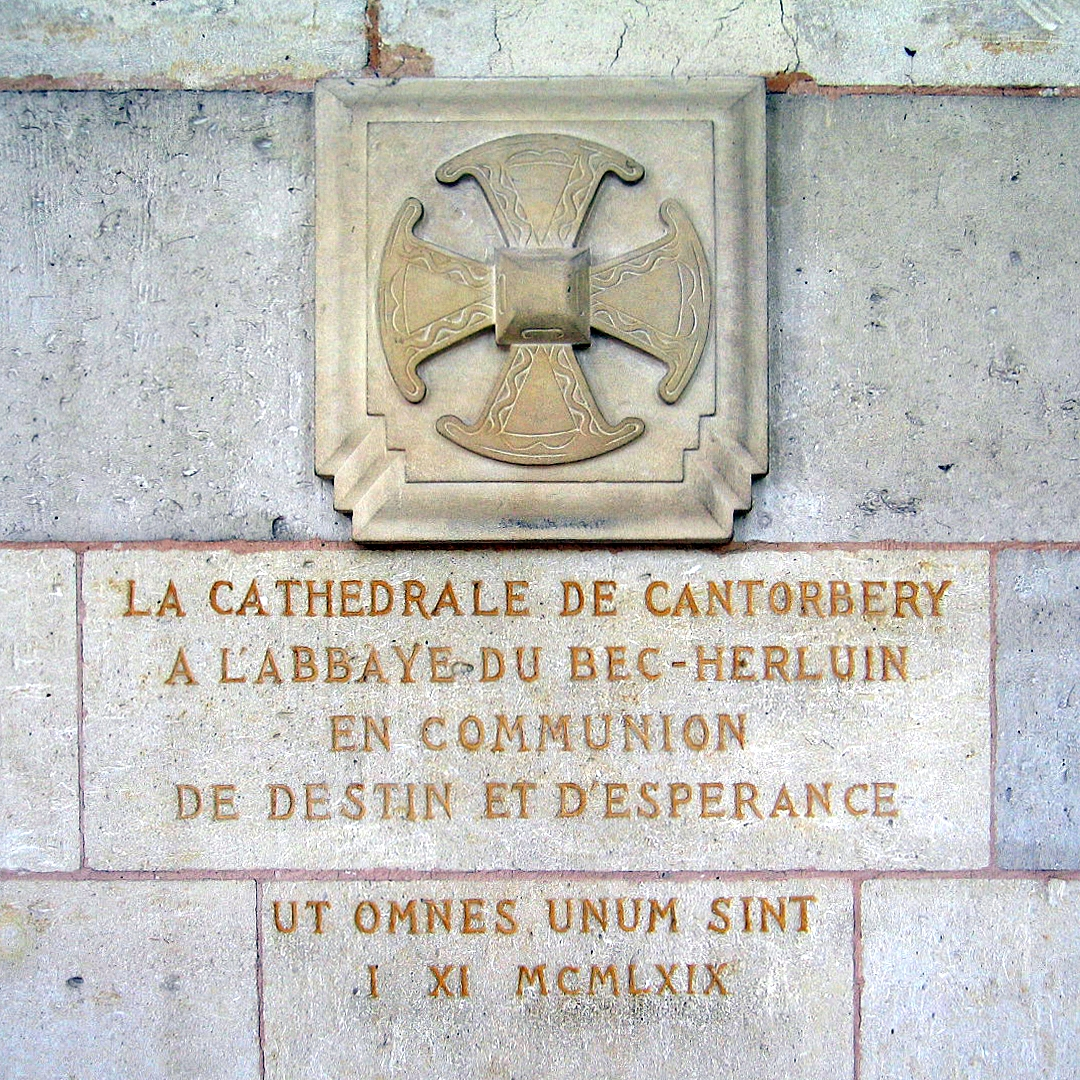
Cette croix de Canterbury se trouve sur le mur nord de l'église abbatiale du Bec-Hellouin. Elle a été offerte par la cathédrale de Canterbury en 1969.

Le Bec ayant donné à l'Église d'Angleterre trois archevêques de Canterbury, l'anglicanisme y tient naturellement une place importante. La réciproque étant vraie, de nombreuses visites d'Anglais catholiques, mais surtout anglicans, ont amené au développement de relations amicales. C'est ainsi que l'abbaye du Bec est un de ces lieux où anglicans et catholiques romains se retrouvent pour prier et apprendre à mieux se connaître. La bibliothèque de l'abbaye abrite 5 000 ouvrages sur l'anglicanisme provenant du dépôt de l'évêque John Graham.
Lorsque le pape Jean-Paul II vint à la cathédrale de Canterbury rencontrer l'archevêque Robert Runcie en 1982, dom Grammont et la mère prieure du monastère Sainte-Françoise Romaine eurent le privilège de partager ce grand moment. Les communautés du Bec assistent aux évènements marquants de la Communion anglicane tels l'intronisation des archevêques et les conférences de Lambeth.
« Dans un horizon qui paraît sombre, le dialogue anglican-catholique ménage toujours de grandes trouées de lumière. On se demande seulement si les communautés catholiques se sentent aussi engagées dans le dialogue que la Communion anglicane. Peut-on rêver d'une émulation spirituelle à tous les niveaux entre nos églises ? »

#### Relations avec la cathédrale de Canterbury

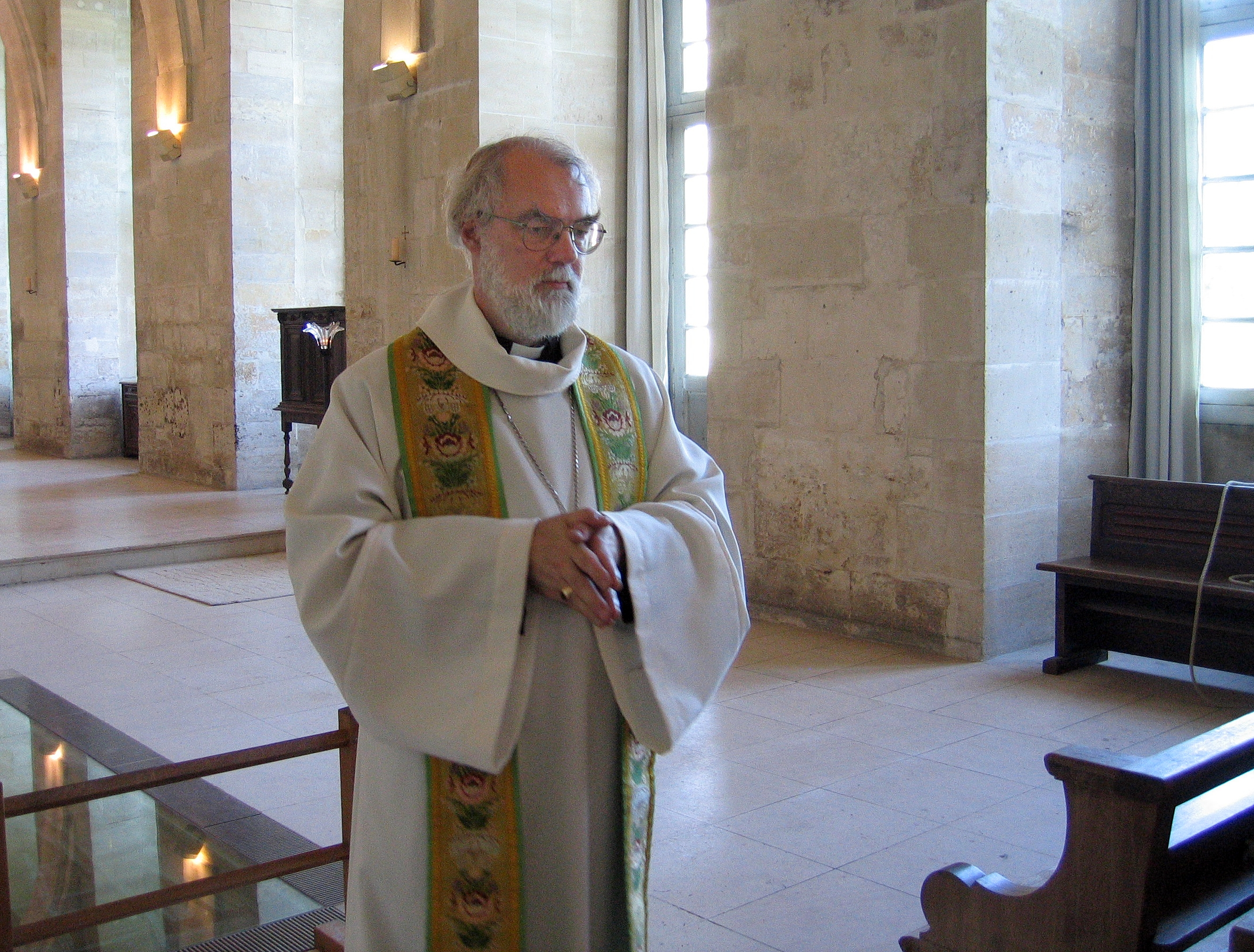
Rowan Williams, archevêque de Canterbury, en visite à l'abbaye du Bec en mai 2005.

Les relations entre l'abbaye du Bec et la cathédrale de Canterbury sont tout à fait privilégiées. Les cinq derniers archevêques de Canterbury sont venus visiter le Bec. Pour renforcer ces liens, les communautés du Bec ont signé, à la Pentecôte 2007, une charte œcuménique avec le chapitre de la cathédrale de Canterbury :
« Des liens existent entre le Bec et Canterbury depuis les XIe et XIIe siècles : trois moines du Bec, à cette époque, sont devenus archevêques de Canterbury : Lanfranc, Anselme et Théobald. Nous avons le désir d’approfondir cet héritage commun pour une meilleure connaissance mutuelle et un renforcement de nos liens spirituels.

Nous nous engageons donc :
- à nous rendre visite tous les ans dans la mesure du possible, une année au Bec, l’autre à Canterbury ;
- à partager, d’une manière ou d’une autre, les grands évènements de nos deux communautés ;
- à nous accueillir en frères et sœurs dans le Christ ;
- à prier chaque jeudi pour l’unité des chrétiens et pour chacune de nos deux communautés. »

Elle est signée par dom Paul-Emmanuel Clénet, abbé du Bec, et mère Marie-Placide Cazenave, prieure des moniales du Bec, pour l’abbaye du Bec et par Robert Willis, doyen de Canterbury, pour le chapitre de Canterbury.

### Orient et orthodoxie
Les moniales du monastère Sainte-Françoise-Romaine et les moines de l'abbaye du Bec entretiennent des liens étroits avec l'Orient par des rencontres fortes et des visites nombreuses.

#### Liban
En 1954, répondant à la demande du prieur du monastère de Kobé au Liban, les moniales du monastère Sainte-Françoise-Romaine du Bec décident d'essaimer au Liban. C'est ainsi que la communauté des sœurs du Bec est présente au Liban de 1957 à 1962. Ces années de découverte de l'Orient (Église maronite et Église orthodoxe) font envisager à Mère Élisabeth de Wavrechin, prieure du monastère Sainte-Françoise, une fondation à Jérusalem. Dom Grammont, abbé du Bec, lui demande de laisser mûrir ce projet durant le concile Vatican II. Il réapparaîtra quinze ans plus tard, en 1976, avec la fondation des monastères d'Abu Gosh.

#### Juridictions orientales, orthodoxes et catholiques
Les relations des communautés du Bec avec les Orthodoxes concernent les différentes juridictions présentes en France : l'archevêché russe d'Europe occidentale dont la cathédrale est à Paris, rue Daru, le patriarcat œcuménique dont la cathédrale est à Paris et l'archevêché roumain. Les archevêques russe, grec et roumain ont rendu visite à l'abbaye. Des rencontres amicales ont également lieu avec les paroisses orientales catholiques, maronites et melkites (Saint-Julien-le-Pauvre à Paris).

#### Rencontre avec le monachisme orthodoxe
En août 1972, un moine du Bec accompagne un hôte au Mont Athos pour un pèlerinage de huit jours dans une douzaine de monastères. Par la suite, cet hôte fait profession monastique au Bec et le père Nikodimos, un hiéromoine iconographe, vient le visiter en 1982. Durant l'hiver 1974–1975, l'abbaye reçoit un ancien higoumène orthodoxe serbe.

#### Roumanie
Dès 1967, le monastère Sainte-Françoise accueille une moniale roumaine du monastère de Dealu. En 1991, l'abbaye accueille deux jeunes séminaristes orthodoxes. À partir de 1994, ce sont des séminaristes gréco-catholiques de Transylvanie qui sont hébergés chaque été pendant plusieurs semaines. En 1995 et 1997, deux évêques catholiques de rite oriental visitent le Bec.

### Protestantisme
Dès les premières années de sa venue au Bec, la communauté entre en relation avec les paroisses normandes de l'Église réformée de France : Rouen, Elbeuf, Le Havre, Dieppe et Évreux. Mais ce n'est que dans les années 1970 qu'un travail commun est entrepris.

#### Foyers mixtes
Les monastères du Bec accueillent, entre 1969 et 1975, un groupe de foyers mixtes catholiques–protestants pour une réflexion sur les problèmes des couples mixtes. Dans le prolongement de cet accueil, des réunions de conseils presbytéraux des paroisses réformées du Havre, Rouen et du Temple de l'Étoile ont lieu régulièrement au monastère Sainte-Françoise célébrant la Sainte-Cène dans l'oratoire des moniales.
Des relations se sont développées également avec les luthériens : plusieurs visites de la paroisse suédoise de Paris, plusieurs sessions sur l'œuvre de Martin Luther. Le 19 janvier 1984, dom Grammont est invité à prêcher dans l'église luthérienne des Billettes à Paris.

#### Renouveau charismatique
À partir de 1970, le renouveau charismatique se développe en France d'abord parmi les protestants pentecôtistes et évangéliques, puis parmi les catholiques. L'abbaye du Bec fut parmi les premiers lieux d'ouverture à ce mouvement et un groupe de prière œcuménique s'y réunit (en 2009) toutes les semaines depuis 1973.

## Judaïsme
Dom Grammont avait ressenti l'importance du peuple dans lequel les chrétiens sont enracinés. À son instigation, moines et moniales du Bec, avec leurs amis protestants, ont pris part à la découverte des communautés juives vivant en France. Un groupe de dialogue judéo-chrétien s'est réuni au Bec à plusieurs reprises. L'un des résultats les plus importants de ce travail fut la fondation du monastère d'Abu Gosh en Israël, sur le site d'Emmaüs.[réf. nécessaire]

## Fondations

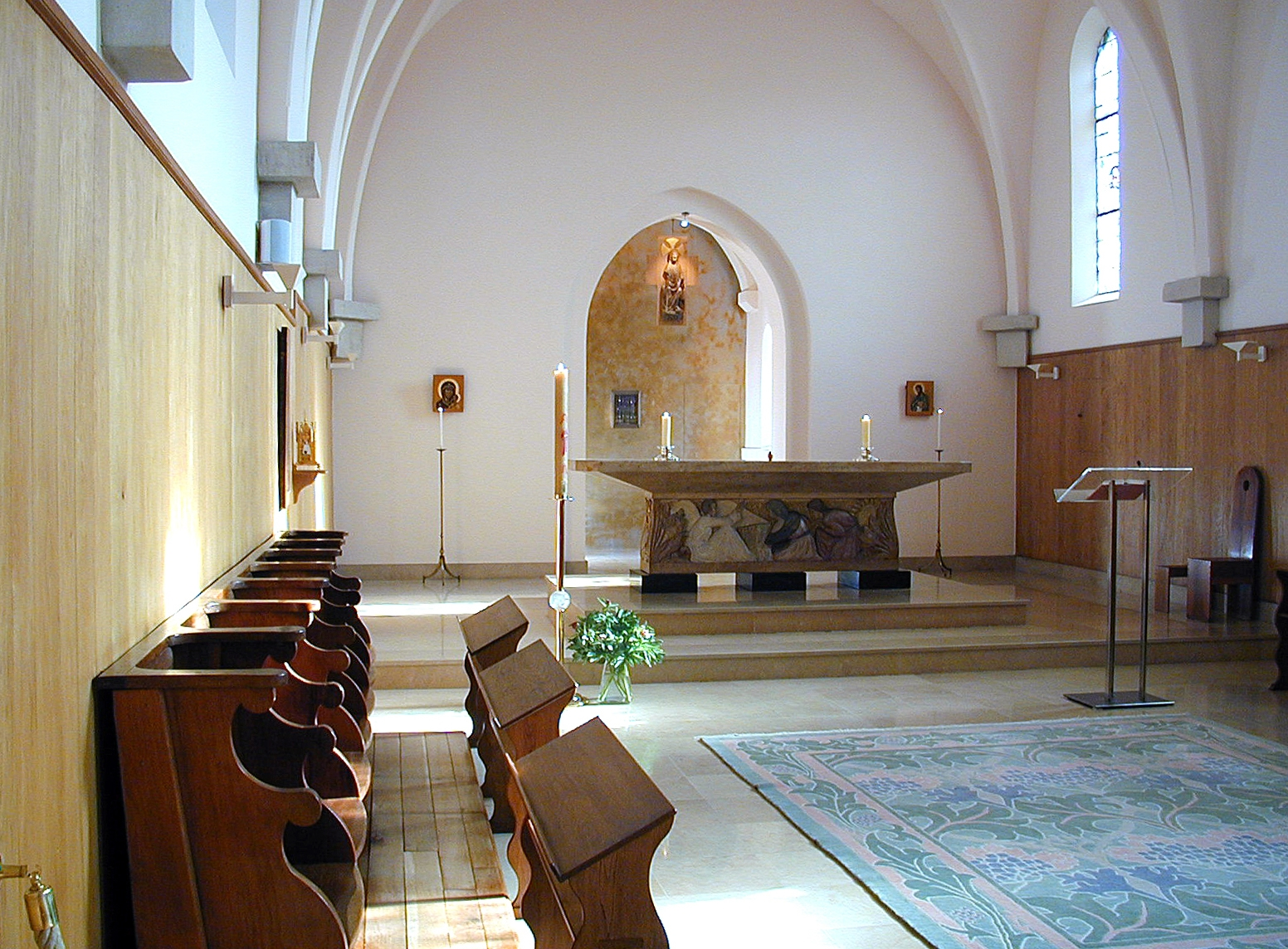
La chapelle du nouveau monastère de Mesnil-Saint-Loup.

En 1976, l'abbé dom Paul-Marie Grammont (mort en 1989) envoie trois frères à Abu Gosh en Israël. Il envoie également en 1976 un puis deux autres frères à Mesnil-Saint-Loup, dans le diocèse de Troyes, relever le monastère Notre-Dame de la Sainte Espérance d’où provient la communauté. En 1998, cinq frères partent en Irlande du Nord fonder le monastère de la Sainte-Croix à Rostrevor.
Ces trois communautés sont aujourd’hui pleinement autonomes relevant, comme l'abbaye du Bec, de la Congrégation bénédictine de Sainte Marie de Mont Olivet.
En 1999, le monastère d'Abu Gosh est canoniquement érigé en abbaye sous le vocable de Sainte-Marie de la Résurrection.[réf. nécessaire]

## Armes de l'abbaye
| Blason | Blasonnement : De gueules, semé de fleurs de lys d'argent. |